# Lucifer faxoni
Lucifer faxoni är en kräftdjursart som beskrevs av Lancelot Alexander Borradaile 1915. Lucifer faxoni ingår i släktet Lucifer och familjen Luciferidae. Inga underarter finns listade i Catalogue of Life.